# 殷立贤
殷立贤（？—），中华人民共和国外交官，前任中华人民共和国驻塞舌尔共和国特命全权大使、中华人民共和国驻北马其顿大使。

## 生平
2011年3月，出任中华人民共和国驻里昂总领事。2014年7月，自驻里昂总领事离任。10月，出任中华人民共和国驻塞舌尔大使。2016年9月，自驻塞舌尔大使离任。11月，出任中华人民共和国驻马其顿大使。2019年7月，自驻北马其顿大使离任。